# Sandillon
Sandillon je francouzská obec v departementu Loiret v regionu Centre-Val de Loire. V roce 2012 zde žilo 3 971 obyvatel.

## Geografie
Sandillon leží na levém břehu řeky Loiry, dvanáct kilometrů od města Orléans.
Sousední obce: Bou, Darvoy, Férolles, Chécy, Jargeau, Marcilly-en-Villette, Saint-Cyr-en-Val, Saint-Denis-en-Val, Vienne-en-Val.

## Vývoj počtu obyvatel
Počet obyvatel

## Slavní obyvatelé
- Germaine Reuver, francouzská herečka